# II. Vilmos német császár
II. Vilmos, teljes nevén Friedrich Wilhelm Viktor Albert von Preußen (Potsdam, Németország, 1859. január 27. – Doorn, Hollandia, 1941. június 4.), 1888. június 15. és 1918. november 9. között a Német Birodalom császára és Poroszország királya, a Hohenzollern-ház tagja, Viktória brit királynő unokája. A széles érdeklődési körrel rendelkező uralkodó szívesen foglalkozott a művészetekkel, de élénken érdeklődött gazdasági és katonai kérdések iránt is. Nagy szerepe volt a német fegyverkezésben, különösen az Alfred von Tirpitz tengernagy irányította flottaprogram érdekelte. Erős akaratú lévén meghatározó akart lenni a külpolitika irányításában is, de heves természete és meggondolatlan kijelentései számtalan konfliktust eredményeztek. Uralkodásának elején összetűzött Bismarckkal, akit 1890-ben menesztett. Theobald von Bethmann-Hollweg 1909-es kancellári kinevezéséig személyes kormányzást gyakorolt. Sok más meggondolatlan lépése mellett a leginkább szemére vetett hibája az volt, amikor 1914-ben az orosz mozgósításra válaszul belépett a háborúba. Sokan őt teszik felelőssé az első világháború kirobbanásáért. Az összeomlás idején a főhadiszálláson tartózkodott, majd a németországi forradalom hírére lemondott trónjáról, és Hollandiába menekült. Idős korában többször is kifejezte hazatérési szándékát, de azt mindig elutasították.

## Származása, tanulmányai, ifjúsága és családja

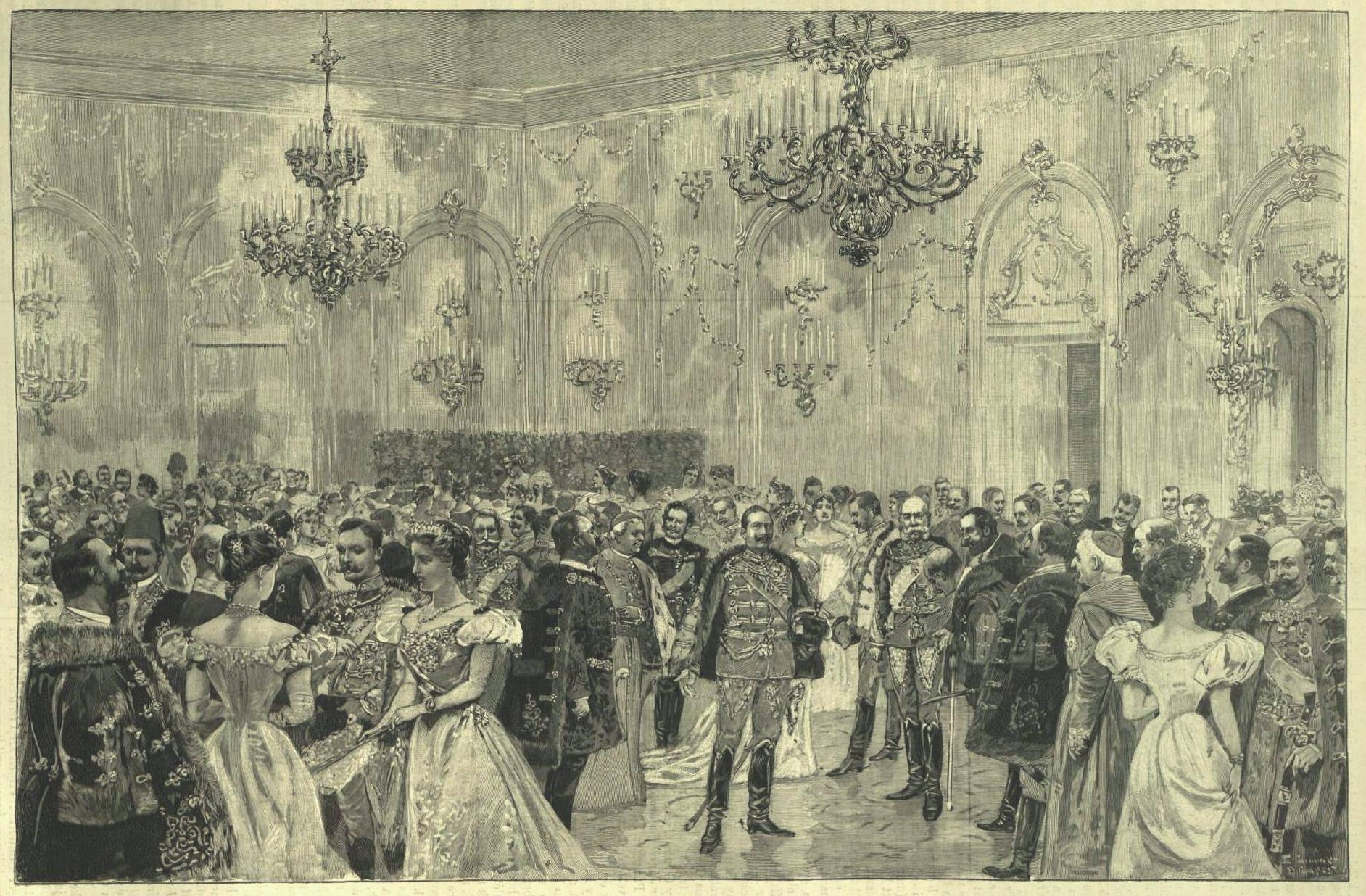
A császár Budapesten (1897)

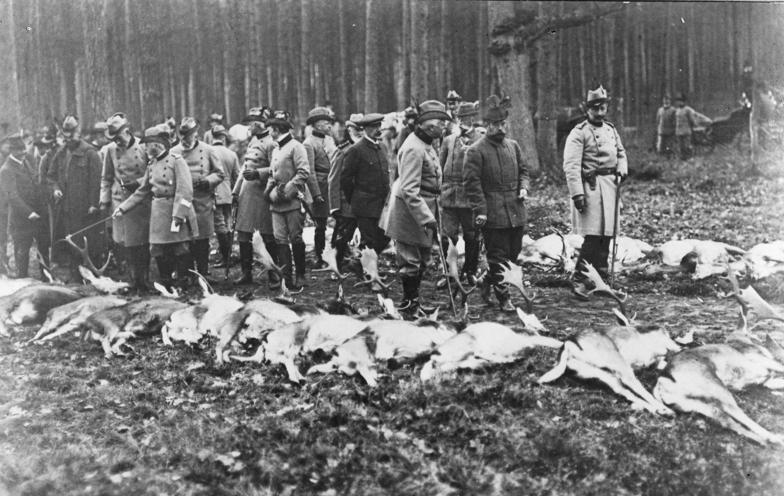
II. Vilmos és II. Miklós orosz cár egy vadászaton (1910)

II. Vilmos 1859. január 27-én született Potsdamban III. Frigyes német császár és Viktória német császárné legidősebb gyermekeként. Vilmos anyai ágon Viktória brit királynő unokája volt. Az egyik karja sorvadt volt, bár ez korántsem helyes megfogalmazás. Mikor elkezdődött a szülés, az orvos morfiumot adott az anyának, aki ezért nem tudott elegendő erőt kifejteni a világra hozáshoz, s mindemellett Vilmos farfekvéses baba volt. Ebben az időben nem volt megoldott az operáció úgy, hogy az anya is életben maradjon, így ez a lehetőség fel sem merülhetett. Az orvos – aki mellesleg angol volt – emelte ki, de úgy sikerült megfordítania a méhben, hogy az egyik karját ragadta meg. Ebből kifolyólag bénult le az egyik karjára. Egyes történészek szerint részben ennek tudható későbbi viselkedése. Fennmaradtak olyan megnyilvánulásai, ahol a következőket mondja: „angol orvos bénított meg”. Mikor Angliában volt a nagyanyjánál, ellenségesen viselkedett irányában. Magántanára, Georg Ernst Hinzpeter szigorú, szinte spártai neveltetésben részesítette. Ebbe  bele tartozott az is, hogy gyermekkorában rengeteg ortopédiai eszközt kellett használnia, hogy korrigálják fogyatékosságát, s ezek embertelenné tették gyermekkorát. Tanulmányait előbb Kasselben, majd a Bonni Egyetemen folytatta. Ezt követően belépett a hadseregbe. Szüleitől korán eltávolodott. Különösen édesanyjával volt rossz a kapcsolata, mivel ő a 19. századi liberális brit neveltetésben kívánta részesíteni. Édesapja liberális beállítottságát a gyengeség jelének tekintette és elhatározta, hogy ő kemény kézzel fog uralkodni. Egyes vélemények szerint ennek ellenére nem vetette meg teljesen a liberalizmust sem, és a két különféle neveltetésből adódó feszültség okolható Vilmos nyugtalan természetéért. Gondolkodásmódját nagyban befolyásolta katonás, porosz neveltetése és rendkívül szerette a katonai parádékat is. Mindemellett intelligens, lendületes, de lobbanékony természetű volt. 1881-ben házasságot kötött Auguszta Viktória schleswig–holsteini hercegnővel, aki hat fiúval és egy leánygyermekkel ajándékozta meg.
Gyermekei:
- Vilmos porosz királyi herceg (1882–1951)
- Eitel Frigyes porosz királyi herceg (1883–1942)
- Adalbert Ferdinánd porosz királyi herceg (1884–1948)
- Ágost Vilmos porosz királyi herceg (1887–1949)
- Oszkár porosz királyi herceg (1888–1958)
- Joakim porosz királyi herceg (1890–1920)
- Viktória Lujza porosz királyi hercegnő (1892–1980)

## Uralkodása

### Belpolitikája

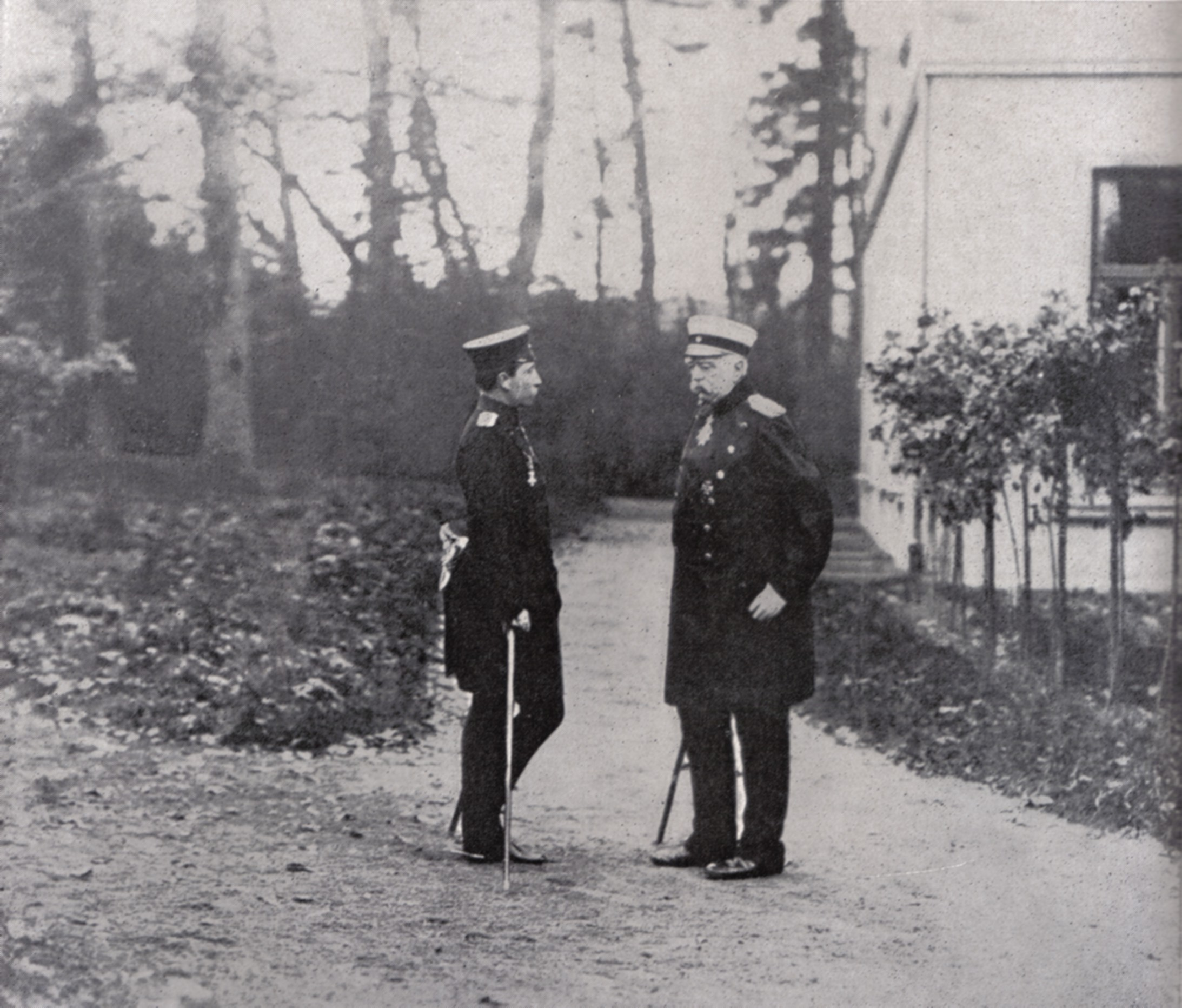
II. Vilmos Bismarck társaságában

1888-ban nagyapja, I. Vilmos német császár 90 éves korában elhunyt. Utódja fia, III. Frigyes lett. A konzervatív politikai köröket félelemmel töltötte el az az eshetőség, hogy a liberális Frigyes megváltoztatja az alkotmányt és a Reichstagot a kancellár hatáskörébe utalja. Erre azonban nem került sor, mivel Frigyes a hatalomra jutása után nem sokkal rákban elhunyt. II. Vilmos így már 29 éves korában a Német Birodalom császára lett.
Az új uralkodó 1890 márciusában lemondatta Otto von Bismarck kancellárt. Bismarck pályafutása elején ragyogó módon látta el feladatát, de 75 éves korában már nem sikerült a felmerülő politikai és társadalmi problémákat megoldania. Ennek ellenére Vilmos döntése akkor lett volna igazolható, ha a problémákat meg tudta volna oldani. A munkásosztály támogatására irányuló kísérleteit azonban az ellenállásnak köszönhetően feladta, és hagyta, hogy Bismarck utódai az Orosz Birodalommal kötött 1887-es viszontbiztosítási szerződés megújítása ellen döntsenek. Az utóbbi döntés igazolható lenne, viszont kétségtelen, hogy ez nyitotta meg az utat Oroszország Franciaországgal kötött szövetségéhez 1892-ben.
Bismarck távozása után Leo von Caprivi kancellár megpróbált egy olyan politikai irányvonalat felállítani, amely mind a Reichstag, mind az uralkodó osztály számára elfogadható. Kísérletei azonban kudarcot vallottak. Őt Chlodwig zu Hohenlohe-Schillingsfürst, majd Bernhard von Bülow követte. II. Vilmos célja az volt, hogy az általa kinevezett kancellárok által meggyőzze a Reichstagot a császár és a felsőbb társadalmi osztályok képviselte irányvonal követéséről. Ez azonban nem vagy kevéssé sikerült a gyors ipari növekedést produkáló országban.

### Külpolitikája

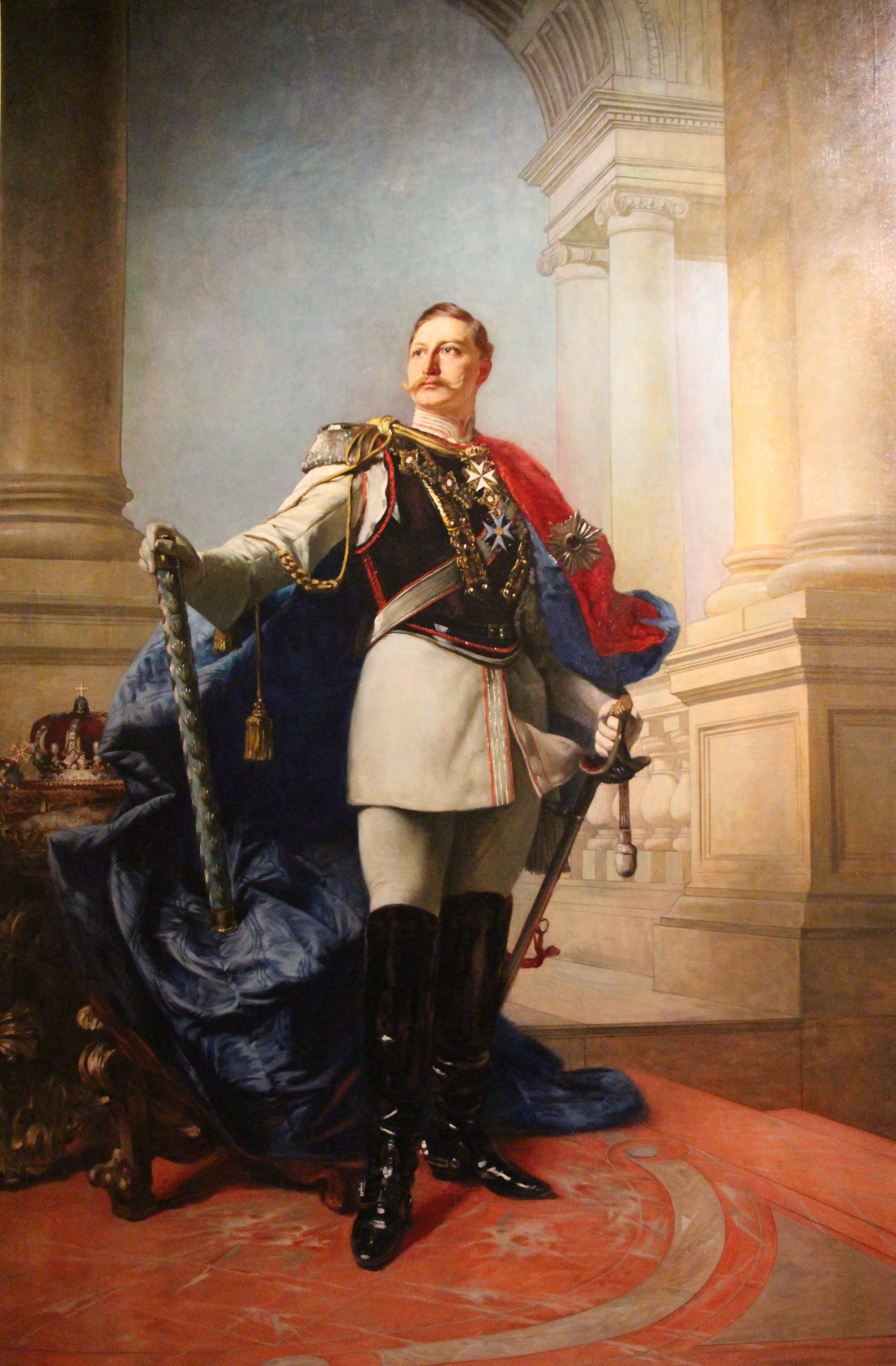
II. Vilmos császár mellvértes portréja 1890-ből (Max Koner festménye)

1896-ban a német külügyminiszter javaslatára Vilmos táviratban gratulált Paul Krugernek a Transvaal Köztársaság elnökének, a brit csapatok elleni győzelemhez. Ezzel sikerült kivívnia a britek haragját. Az 1897-es és az 1900-as német tengerészeti törvények meghozatala pedig riadalmat keltett. A császár méltatlankodva tagadta, hogy Németország célja a Brit Birodalom tengeri dominanciájának kihívása lett volna. Azonban bizonyítható, hogy az általa 1897-ben tengerészeti miniszternek kinevezett Alfred von Tirpitz tengernagynak valóban ez volt a szándéka. 1904-ben a Brit Birodalom rendezte vitáját Franciaországgal. 1905-ben Vilmos Bernhard von Bülow tanácsára Tangerba utazott és német segítséget ígért Marokkónak függetlensége megtartásához. Ezzel megkérdőjelezte a franciák marokkói pozícióját. Az 1906-os algecirasi konferencián pedig be akarta bizonyítani a franciáknak a britekkel való szövetség értéktelenségét. A konferencia azonban csalódást jelentett, mivel a németek kénytelenek voltak elismerni a franciák marokkói dominanciáját.
1908-ban történt angliai látogatása után Vilmos a The Daily Telegraph részére adott interjújában kijelentette, hogy a német emberek jelentős része angolellenes érzéseket táplál. A nyilatkozat szövegét előzőleg elküldte Bernhard von Bülownak, aki valószínűleg elmulasztotta azt elolvasni és kellemetlen magyarázkodásra kényszerült a Reichstagban. Ennek következtében Vilmos közügyekben való részvétele csökkent. Mivel úgy érezte, hogy Bernhard von Bülow cserben hagyta, helyére Theobald von Bethmann-Hollweget nevezte ki. Bethmann-Hollweg megpróbálta elérni a Brit Birodalom semlegességét, egy esetleges Franciaország elleni háborúban. Próbálkozásai azonban sikertelenek maradtak, mivel a britek ennek fejében a Kaiserliche Marine erejének korlátozását kérték, melyet II. Vilmos és Alfred von Tirpitz ellenzett. A második marokkói válságban a Német Birodalom ismételten Franciaországgal szemben kívánt beavatkozni, amely majdnem háborúhoz vezetett.
1911-ben támogatta a korfui ásatásokat.

## Az első világháborúban
A császár az Osztrák–Magyar Monarchia megmentése érdekében való beavatkozását az első világháború kitörése követte. II. Vilmos kompromisszumokra nem hajlandó fellépésre sarkallta az Osztrák–Magyar Monarchia vezetését. A háborús veszély ijedelemmel töltötte el, de már nem volt képes érdemben befolyásolni a mozgósítást végző tábornokok háborúra való felkészülését. A háború folyamán ugyan névlegesen ő volt a német hadsereg főparancsnoka, azonban a gyakorlatban tábornokai kezében volt az irányítás. Vilmos támogatta tábornokai nagyszabású háborús elképzeléseit és a kompromisszumokra nem hajló politikusokat támogatta, a háború előrehaladtával azonban hatalma egyre csökkent. Woodrow Wilson amerikai elnök a béketárgyalások megkezdését részben II. Vilmos lemondásához kötötte. 1918 őszén már nem volt kétséges előtte, hogy a háború elveszett, azonban azt nem sejtette, hogy ez trónja elvesztésével fog együtt járni.

## Lemondásától haláláig
II. Vilmos az összeomlás idején a főhadiszálláson tartózkodott. 1918. november 9-én Max von Baden kancellár bejelentette a császár lemondását, aki ennek és a németországi forradalom következtében lemondásra kényszerült és meggyőzték, hogy Hollandiában keressen menedéket. Bár így a fogságtól és talán a haláltól is megmenekült, azonban a német császári pozícióját képtelen volt megtartani. Az antant országai háborús főbűnösként felelősségre akarták vonni, többen a császár felakasztását követelték (hanging the Kaiser). A weimari köztársaság több politikusa a versailles-i békeszerződés értelmében szintén el akarta ítélni, azonban Hollandia megtagadta a kiadatását. Idős korában többször is kifejezte hazatérési szándékát, de azt mindig elutasították. A hollandiai Doornban letelepedve csendes, visszavonult életet élt. Sosem tartotta magát hibásnak az Európában történtek miatt, úgy vélte, mindent jól csinált. Felesége halála után 1922-ben a szintén özvegy Hermine von Schönaich-Carolath hercegnővel kötött házasságot. Az 1920-as években publikálta emlékiratait. 1922-ben Ereignisse und Gestalten aus den Jahren 1878–1918, 1926-ban pedig Aus meinem Leben. 1859–1888 címmel. 1933-ban, Adolf Hitler hatalomra jutásakor feléledt benne a remény, hogy visszaszerezheti elveszett trónját, erre azonban nem került sor. II. Vilmos és a Harmadik Birodalom kapcsolatát összességében a kölcsönös ellenszenv jellemezte. Ennek ellenére a franciák iránti ellenérzése jeleként 1940-ben, Franciaország lerohanásakor táviratban gratulált Adolf Hitlernek. 1941-ben hunyt el. Hitler eredetileg (propaganda céljából) állami temetést akart rendezni neki Németországban, de ezt az egykori császár megtiltotta. A Doorn-ház kápolnájában temették el. Ezután a német birodalmi vezetés megtiltotta a megemlékezéseket az országban, csak néhány családtagnak engedélyezték az utazást a megszállt Hollandiába, a temetésre. Vilmos földi maradványait később átszállították az általa még életében megtervezett, halála után felépített mauzóleumba. Végrendelkezése szerint hamvait csak akkor vihetik vissza Németországba, ha ott helyreállt a monarchikus államforma.

## Megítélése
II. Vilmos többször hangoztatta, hogy ő az a személy, aki a döntéseket hozza a Német Birodalomban. Kétségtelen, hogy az ő hatáskörébe tartozott a kancellár kinevezése és menesztése is. Másrészt a hadsereg és a haditengerészet is az ő irányítása alatt állt. Ennélfogva a brit újságírók az első világháború után őt mint legfelsőbb hadurat tették felelőssé a háború kirobbantásáért. Az idő múlásával azonban Vilmosról elfogulatlanabb kép alakult ki a történészekben. Kétségtelen, hogy szerepet játszott a háború kirobbantásában, de nem az ő tevékenységét tartják a háború legfőbb kiváltó okának. Tény, hogy az uralkodótól függetlenül az 1890-es évektől a német felső- és középosztály egyre inkább a német világhatalom megteremtését szorgalmazta. Ez törvényszerűen a már létező világhatalmakkal való összecsapáshoz vezetett. A császár valódi felelőssége abban rejlett, hogy hatalmát nem használta fel ezen folyamatok fékezésére, hanem ezeket a nézeteket osztotta maga is. A német flotta erőteljes fejlesztése és tapintatlan nyilatkozatai is fokozták ezeket a feszültségeket.
A háborút illetően ma már előtérbe került az Orosz Birodalom jelentős felelőssége is. 1914. július 25-én II. Miklós cár bejelentette a háborúra való felkészülését. Ennek hatására a szerbek megváltoztatták azon elhatározásukat, hogy elfogadják az osztrák-magyar ultimátumot. Bár George William Buchanan szentpétervári brit nagykövet figyelmeztette az oroszokat arra, hogy csapataik teljes mozgósítása a Német Birodalommal való háborúhoz fog vezetni, azt mégis elrendelték.

## Róla elnevezett hadihajó
- SMS Kaiser Wilhelm II

## Képgaléria

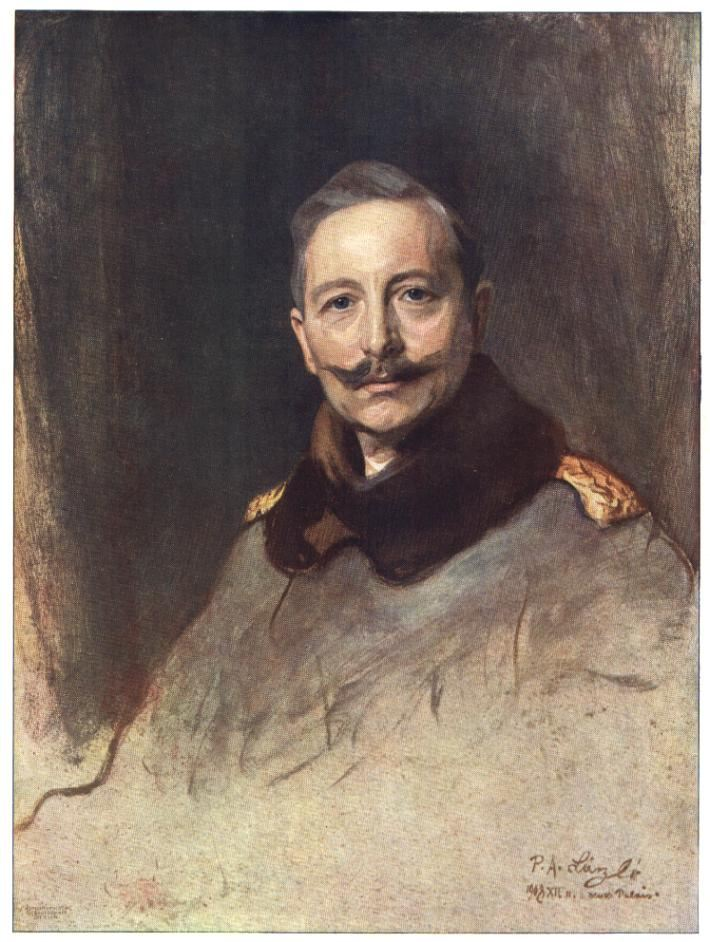
László Fülöp Elek festménye (1908)

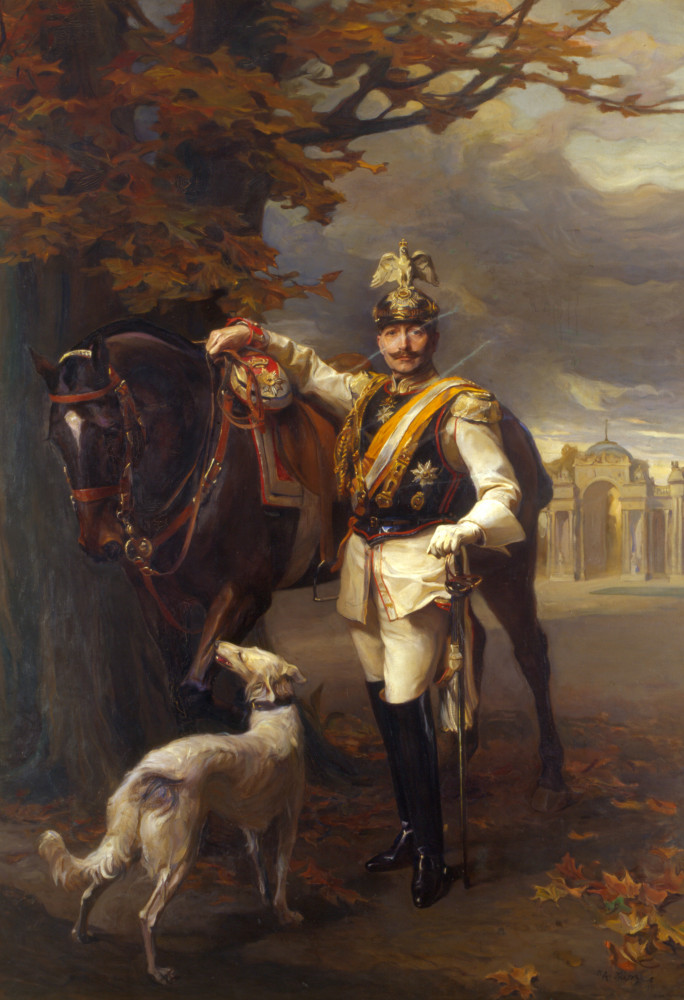
László Fülöp Elek festménye (1911)

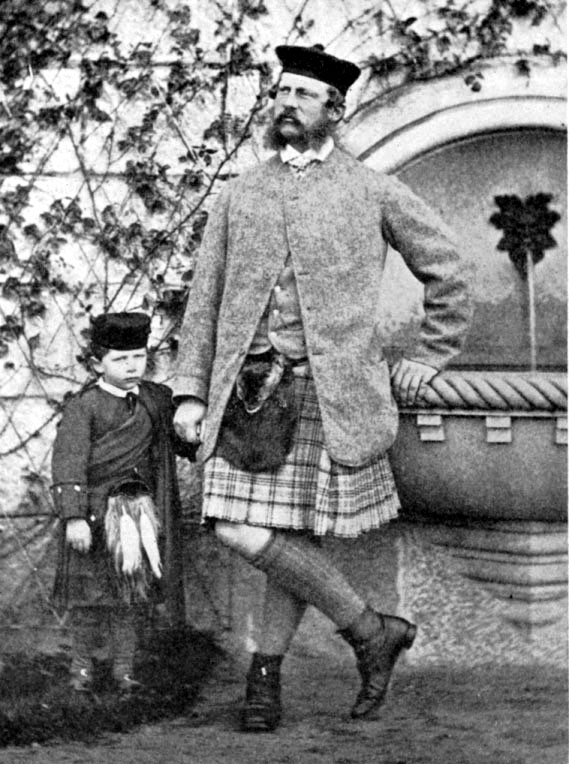
II. Vilmos édesapja társaságában (1863)
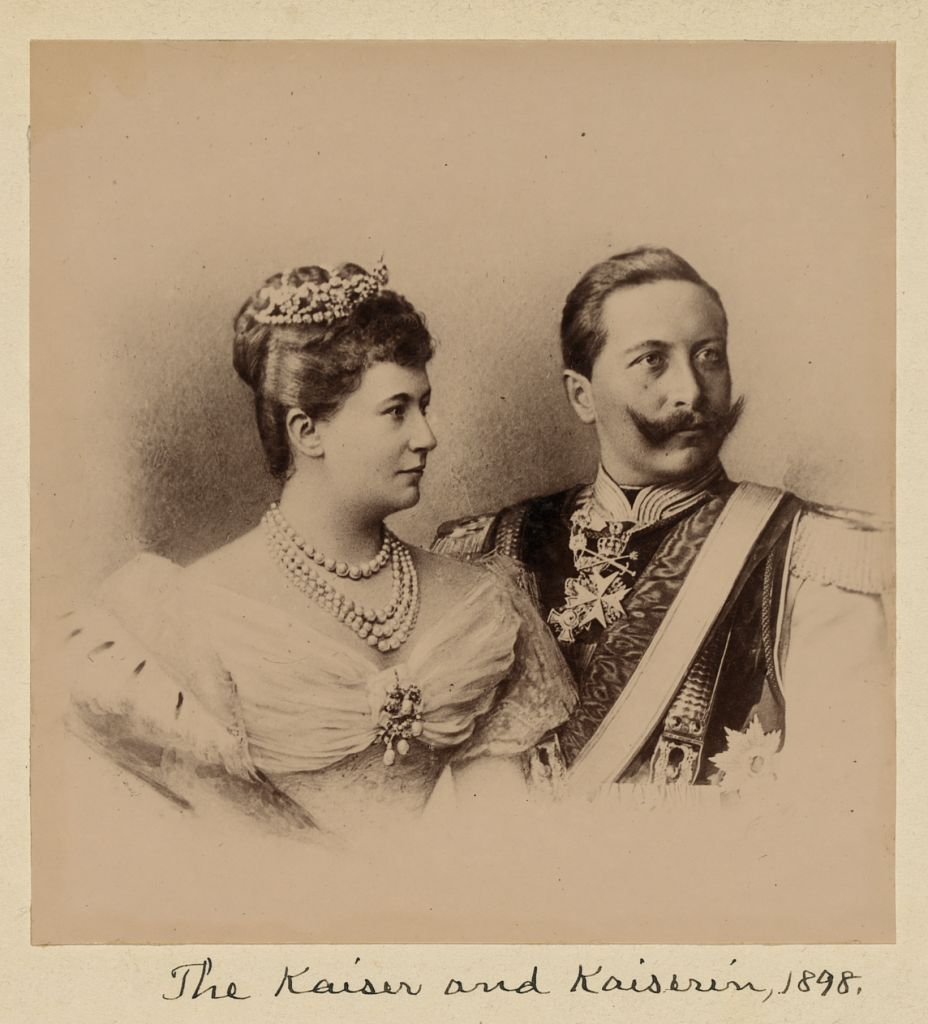
II. Vilmos és hitvese
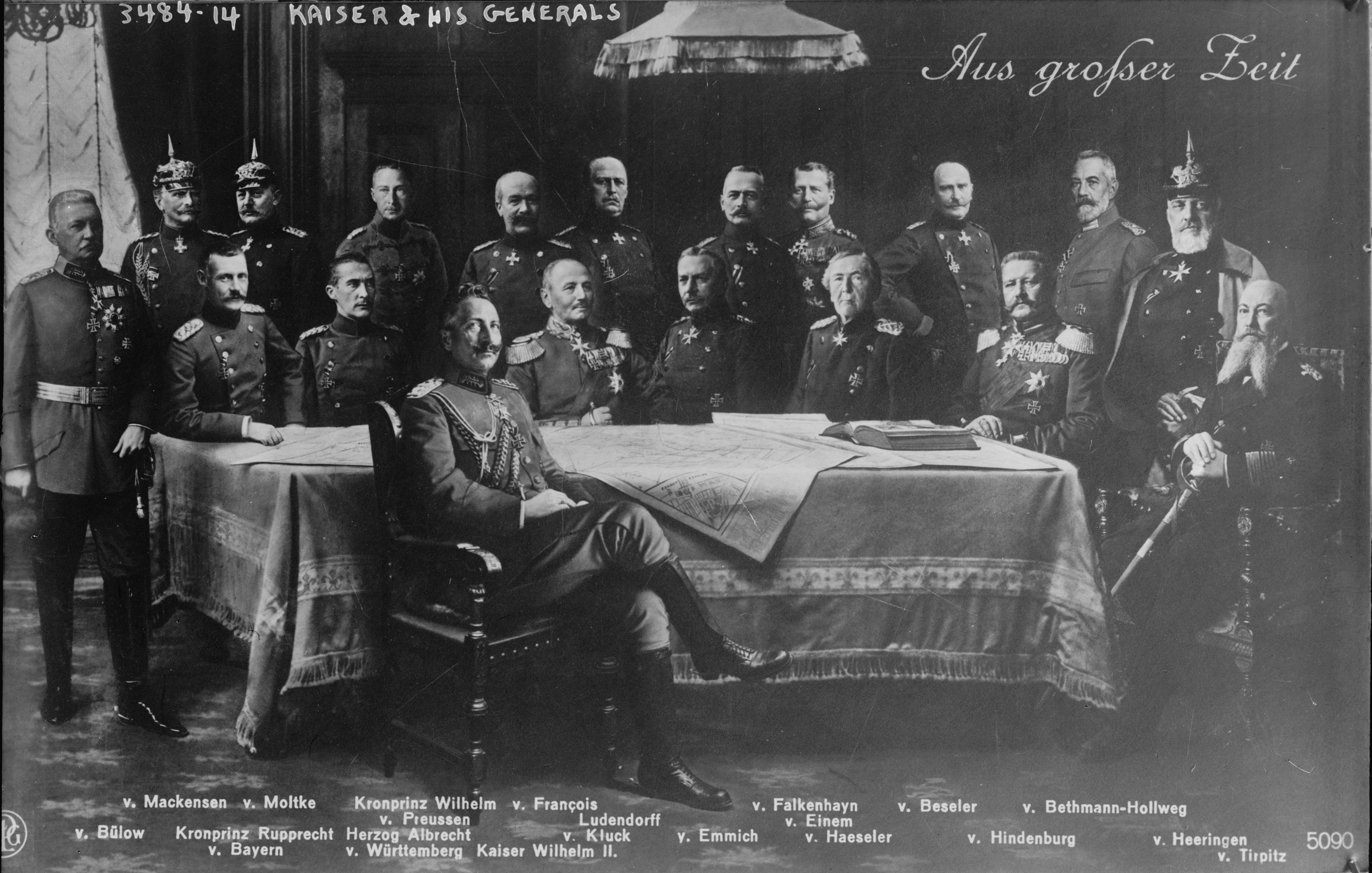
II. Vilmos tábornokai társaságában
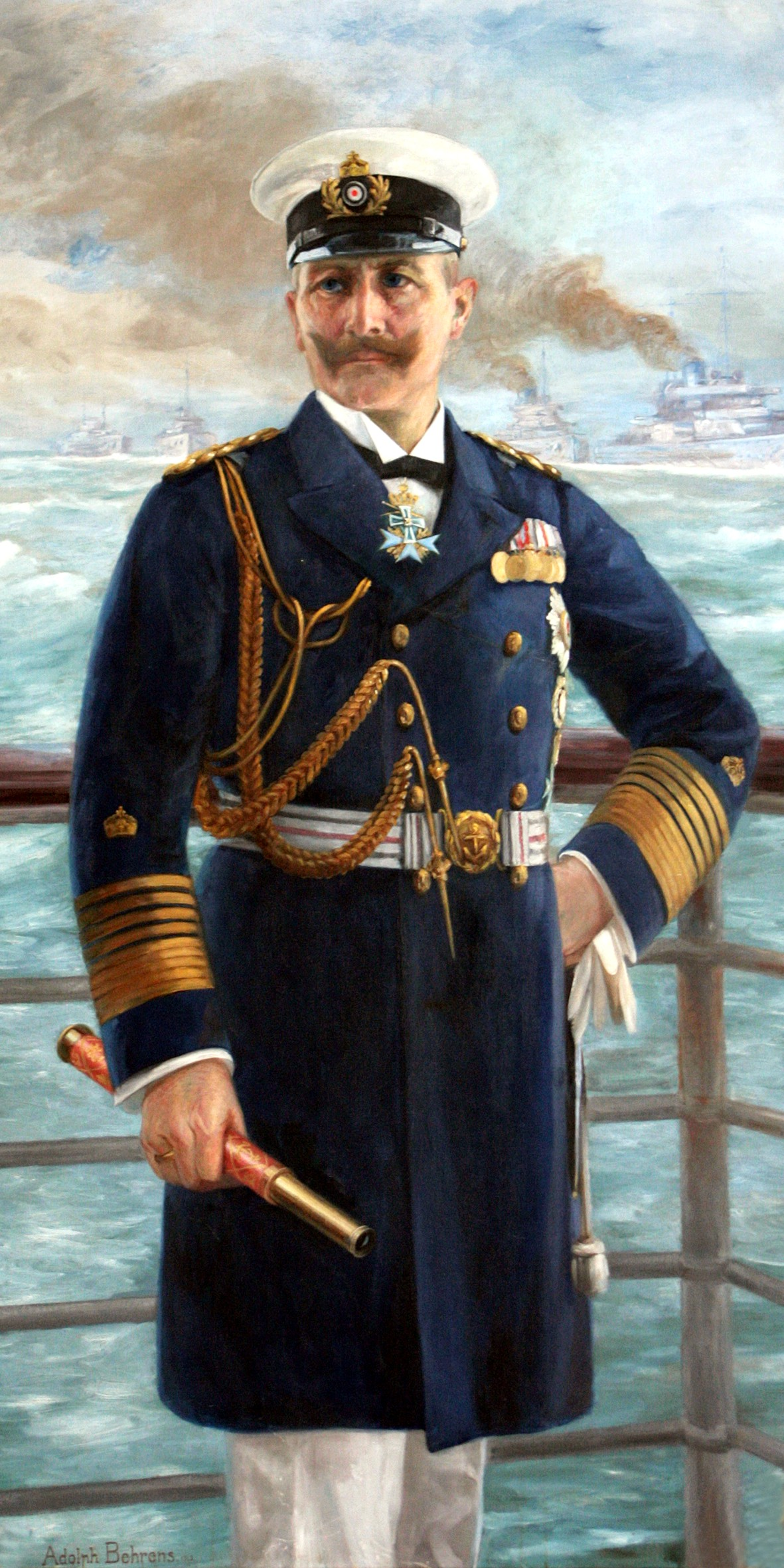
II. Vilmos a Kaiserliche Marine főparancsnoki egyenruhájában, mint vezértengernagy (Adolph Behrens festménye)
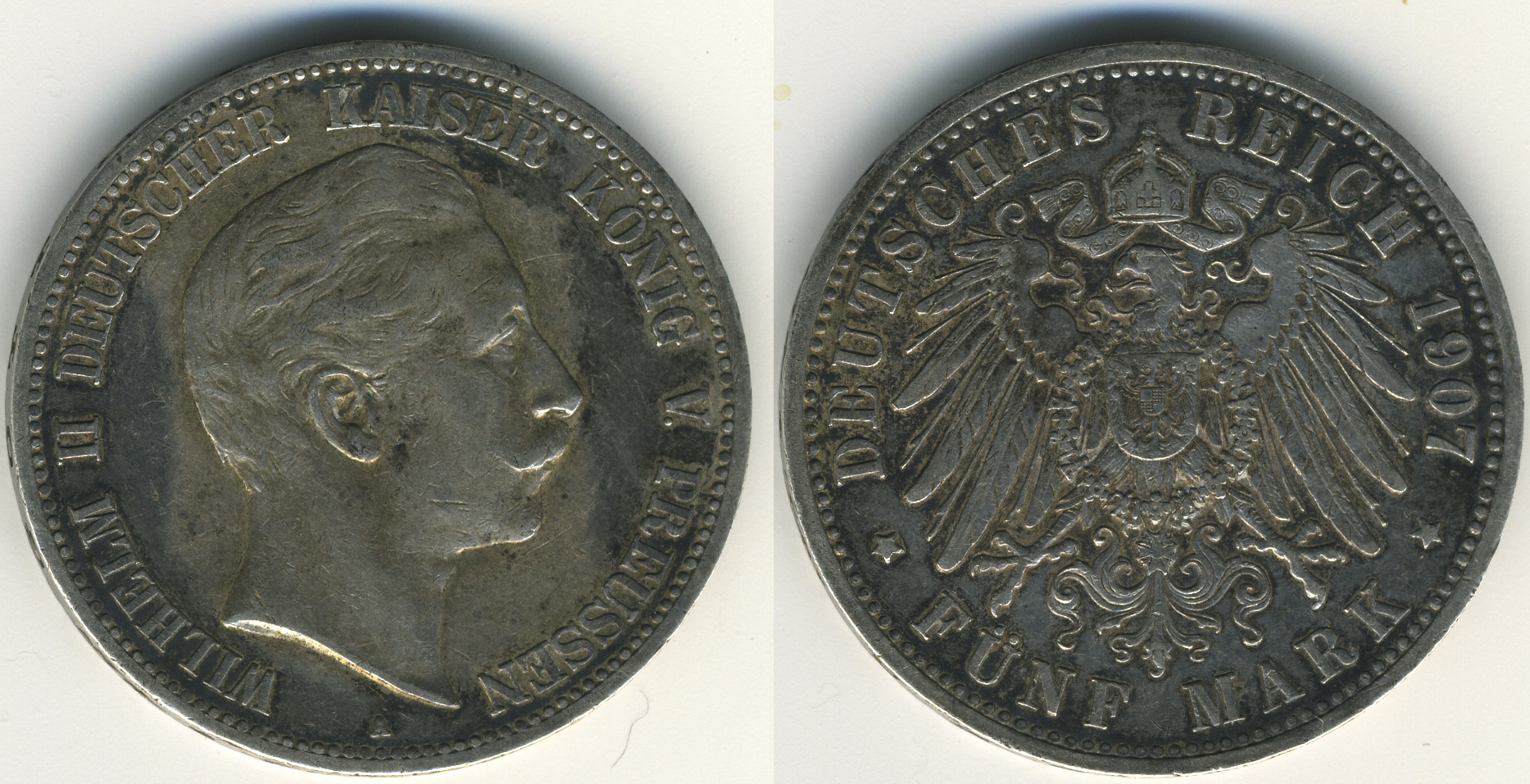
Német 1907-es 5 márkás ezüstérme előoldala II. Vilmos portréjával, II. Vilmos képmásával 2, 3 és 5 márkás ezüst, valamint 10 és 20 márkás aranyérméket vertek
A II. Vilmos tiszteletére elnevezett SMS Kaiser Wilhelm II német pre-dreadnought csatahajó
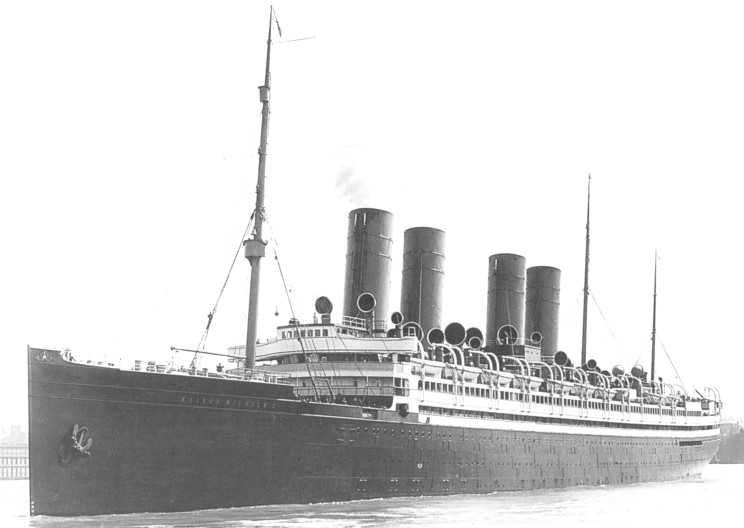
A II. vilmos császár tiszteletére elnevezett Kaiser Wilhelm II utasszállító hajó
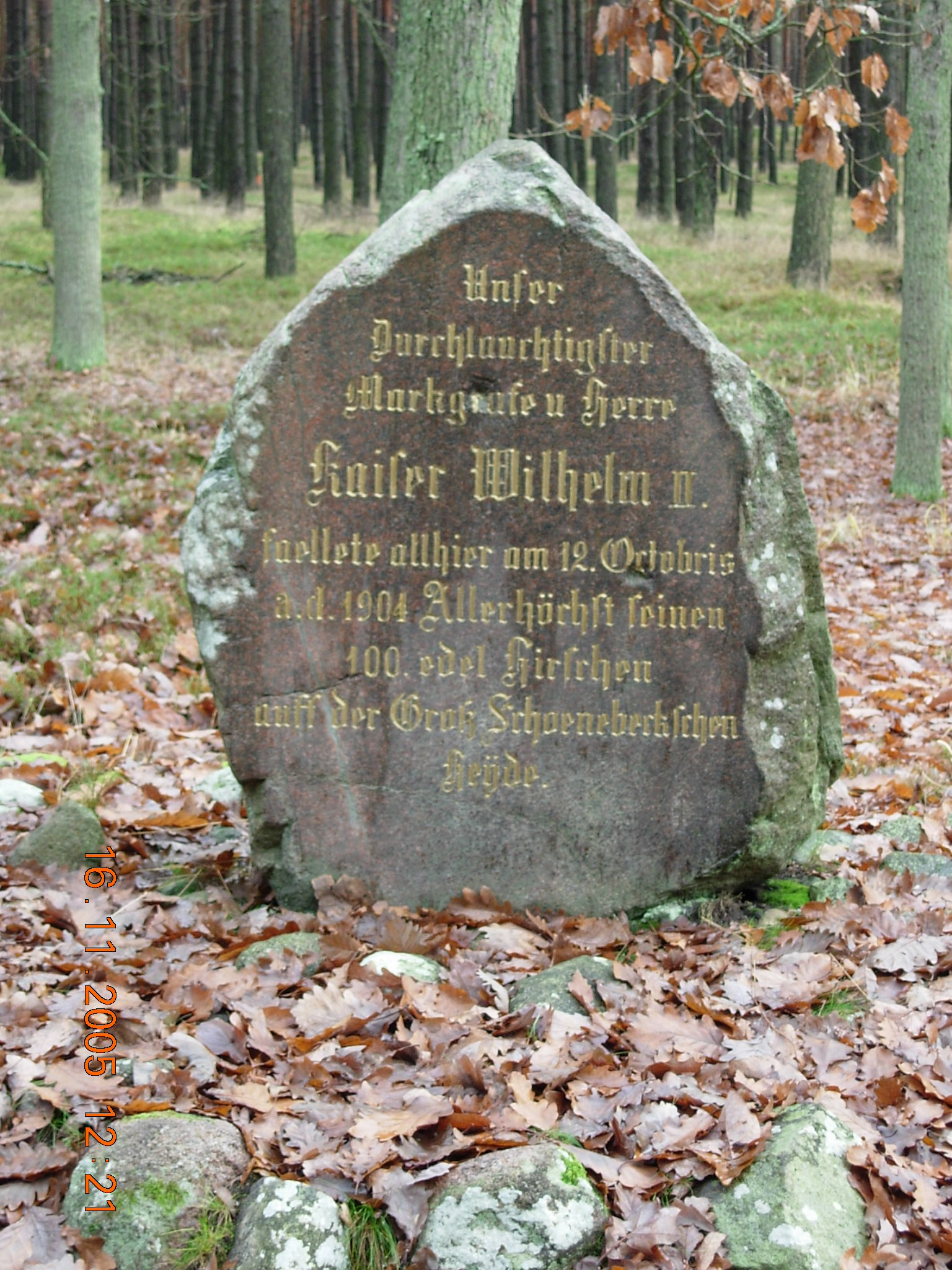
Emlékkő Schorfheidében, ahol a vadászó II. Vilmos 100. szarvasát elejtette
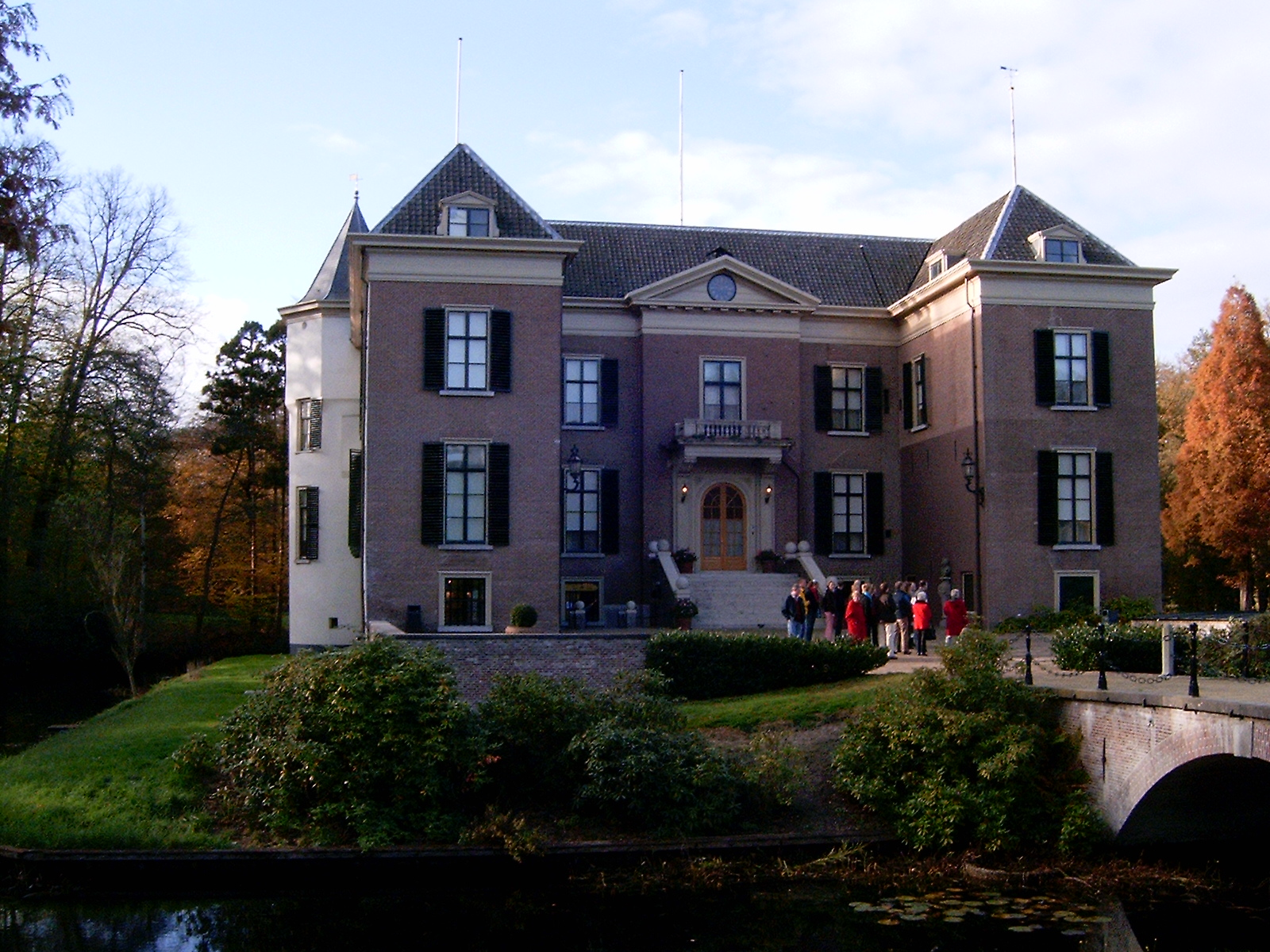
A Haus Doorn, II. Vilmos lakhelye doorni száműzetése alatt
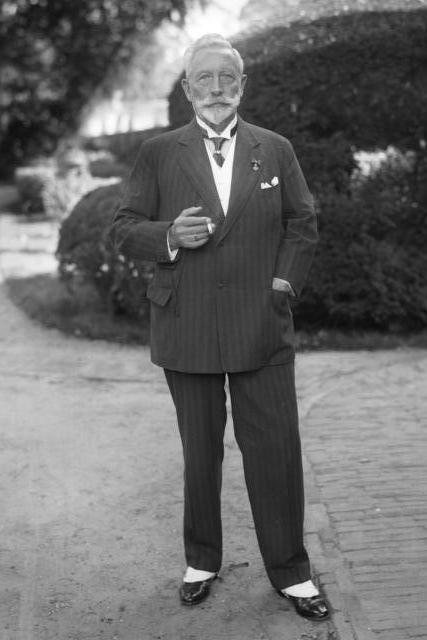
II. Vilmos 1933-ban
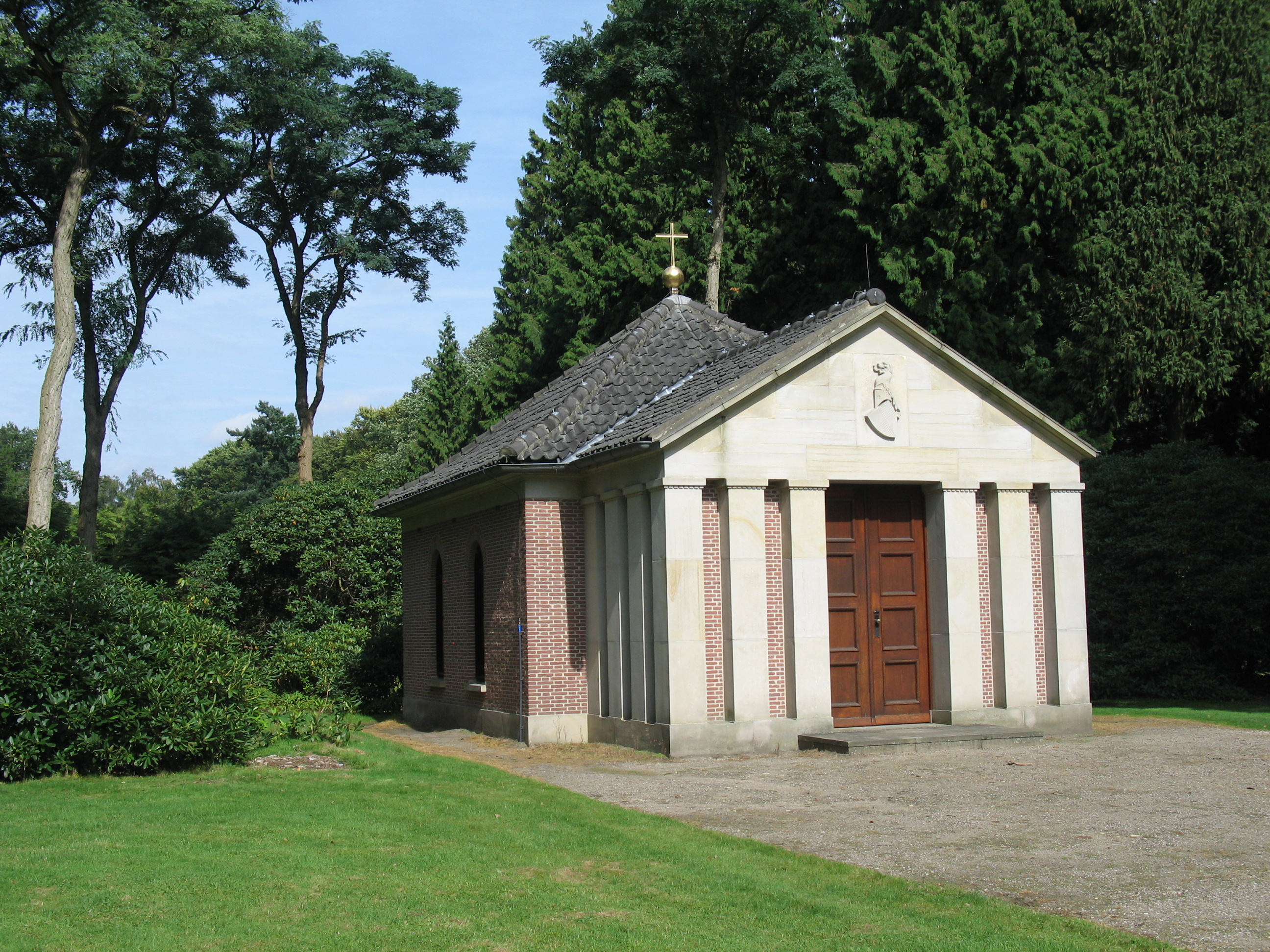
Vilmos mauzóleuma a Doorn-ház kertjében

## Magyar nyelvű irodalom
- Kovács Mihály, II. Vilmos császár becsülete, Kovács Mihály kiadásában, ISBN 978-963-06-1992-9

## Angol nyelvű irodalom
- John van der Kiste, Kaiser Wilhelm II: Germany's Last Emperor, Sutton Publishing Ltd, 1999, ISBN 0-7509-1941-8
- Christopher Clark, Kaiser Wilhelm (Profiles In Power), Longman, 2000, ISBN 0-582-24559-1
- II Wilhelm és Thomas R. Ybarra, Kaiser's Memoirs (II. Vilmos emlékiratai), Naval & Military Press Ltd, 2006, ISBN 1-84574-298-2